# Michal Kindernay
Michal Kindernay patří k předním českým tvůrcům interaktivního videa.

## Život a dílo
Michal Kindernay, narozen v Hradci Králové, absolvoval bakalářské studium na Fakultě výtvarných umění VUT v Brně (a to v letech 2004–2008) v ateliéru Video u Petra Rónaie. Magisterské studium absolvoval v Centru audiovizuálních studií FAMU v dílně Miloše Vojtěchovského. Je autorem videoinstalací, videoperformancí, a interaktivních aplikací, využívajících senzorické vstupy. Už při studiu v Brně začal spolupracovat s výtvarníkem a performerem Milanem Langerem a kolektivem Victory Nox. Jeho audiovizuální instalace propojují oblasti a nástroje umění, technologie a vědy. Často se dotýká témat ekologie a skrze aplikování technologických přístupů ve vztahu k přírodě reflektuje problematiku environmentálních otázek. Jeho práce zahrnují videoperformance a interaktivní instalace, intermediální a dokumentární projekty a hudební zvukové kompozice. Je spoluzakladatelem umělecké organizace yo-yo, iniciátorem projektu RurArtmap a členem kolektivu galerie Školská 28 v Praze. Působí jako externí pedagog v Centru audiovizuálních studií FAMU v Praze a nyní v rámci nového magisterského programu na Prague College.

### Výstavy
- 2008 Světla měst a noční chodci (společná) Galerie moderního umění v Hradci Králové, Hradec Králové
- 2009 Figure of the Martial Art: 1-333 at 123 (společná) Galerie StoDvacetTrojka, Hradec Králové
- 2009 Figure of the Martial Art: 1-333 at 123 (společná) Galerie FONS firmy STAPRO s.r.o., Pardubice
- 2009 Jiné vize 2009 (společná) Galerie Podkroví, Olomouc
- 2010 Moving Image (společná) Centrum pro současné umění FUTURA, Praha
- 2010 Mno land* (s Ivou Hose) galerie TIC, Brno
- 2010 GAMU: Klauzurní výstava (vystavující umělci: Stanislav Abrahám, Kateřina Bílková, Klára Doležálková, Kateřina Krejčová, David Šmitmajer, Barbora Švarcová, František Týmal)FAMU CAS, Praha
- 2011 Johana Švarcová, Michal Kindernay: ON (společná) Nová scéna ND, Podesta, Praha
- 2011 Velocipedia (společná) Galerie NTK, Praha
- 2011 Galerie bude skoro prázdná (společná) Komunikační prostor Školská 28, Praha
- 2011 Jiné vize 2011 (společná) Galerie Podkroví, Olomouc
- 2012 Michal Kindernay DOX, Praha
- 2012 Příběhu se nevyhneš (s Lucií Buchvald, Lubomíre Rothbauerem, Janem Žaliem), galerie 207, Praha
- 2013 Videotime 36 Moravská galerie v Brně
- 2013 CAS. Co to je? (vystavující umělci: Stanislav Abrahám, Magdaléna Bažantová, Yael Ben-Horin, Klára Doležálková, Max Dvořák, Jan Kalivoda, Akile Nazli Kaya, Dalibor Knapp, Kateřina Krejčová, Dana Machajová, Marek Matvija, Alexandra Moralesová, Anna Ouřadová, Petr Parkan Janda, Kryštof Pešek, Lea Petříková, Jiří Rouš, David Šmitmajer, Matěj Strnad, Barbora Švarcová, Vladimir Turner, František Týmal, Ondřej Vavrečka)FAMU CAS, Praha

### Festival
- 2006 BLACK'06, Pardubice
- 2009 8. přehlídka animovaného filmu, Olomouc
- 2011 10. přehlídka animovaného filmu, Olomouc
- 2012 Fotograf/Mimo formát DOX, Praha

### Videa
- Na jiné půdě
- Trans*oph
- GUY VAN BELLE Archivováno 7. 3. 2014 na Wayback Machine.